# Homotherus
Homotherus is een geslacht van insecten uit de orde vliesvleugeligen (Hymenoptera) en de familie Ichneumonidae.

## Soorten
- H. berthoumieui (Pic, 1899)
- H. erythromelas (McLachlan, 1878)
- H. locutor (Thunberg, 1822)
- H. magus (Wesmael, 1855)
- H. mudgei Heinrich, 1978
- H. porcelariae Heinrich, 1961
- H. pseudoporcelariae Heinrich, 1971
- H. semiaoplus Heinrich, 1961
- H. smileyi Heinrich, 1968
- H. tambensis (Uchida, 1956)
- H. townesi Heinrich, 1961
- H. varipes (Gravenhorst, 1829)
- H. verticinus (Roman, 1927)